# Unterölschnitz
Unterölschnitz ist ein Gemeindeteil der Gemeinde Emtmannsberg im Landkreis Bayreuth (Oberfranken, Bayern). Unterölschnitz liegt in der Gemarkung Birk.

## Lage
Das Dorf liegt an der Ölschnitz und am Oberölschnitzer Bach, der dort als linker Zufluss in die Ölschnitz mündet. Die Kreisstraße BT 17 führt zur Staatsstraße 2184 (3,2 km südlich) bzw. an Hauendorf und Troschenreuth vorbei zur Bundesstraße 22 bei Lehen (3,5 km nördlich). Gemeindeverbindungsstraßen führen nach Tiefenthal (1,8 km südlich) und nach Würnsreuth (2,4 km nordöstlich).

## Geschichte
Unterölschnitz bildete mit der Seidelmühle eine Realgemeinde. Gegen Ende des 18. Jahrhunderts gab es in Unterölschnitz 13 Anwesen (4 Halbhöfe, 1 Halbhof mit Zapfenschenke, 1 Drittelhof, 2 Viertelhöfe, 5 Söldengüter) und 1 Gemeindeschmiede. Die Hochgerichtsbarkeit und die Dorf- und Gemeindeherrschaft standen dem bayreuthischen Stadtvogteiamt Creußen zu. Alleiniger Grundherr war das Hofkastenamt Bayreuth.
Von 1797 bis 1810 unterstand der Ort dem Justiz- und Kammeramt Pegnitz. Nachdem im Jahr 1810 das Königreich Bayern das Fürstentum Bayreuth käuflich erworben hatte, wurde Unterölschnitz bayerisch. Infolge des Ersten Gemeindeedikts wurde Unterölschnitz 1812 dem Steuerdistrikt Birk und der Ruralgemeinde Birk zugewiesen. 1871 beantragten Linhardshaus, Oberölschnitz, Reuthaus, Seidelmühle und Unterölschnitz die Umgemeindung nach Hauendorf, was jedoch nicht genehmigt wurde. Im Rahmen der Gebietsreform in Bayern wurde Unterölschnitz am 1. Mai 1978 in die Gemeinde Emtmannsberg eingegliedert.

## Baudenkmäler
- Stall bei Haus Nr. 6[9]